# فاسيلي راتس

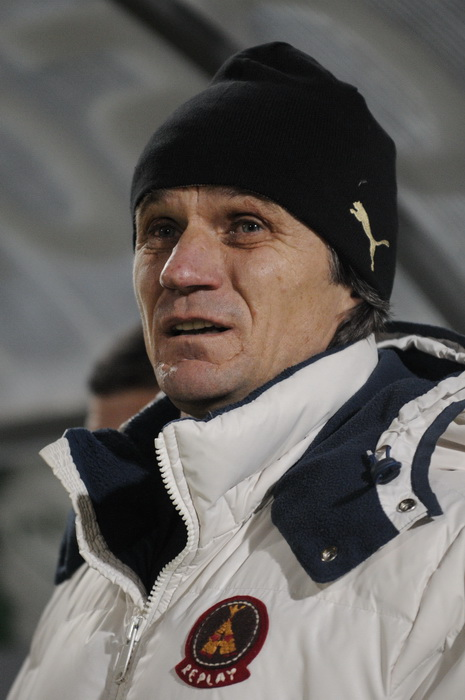
فاسيلي راتس

فاسيلي كارلوفيتش راتس، من مواليد 25 مارس 1961 في زاكارباتيا أوبلاست في الاتحاد السوفيتي، لاعب كرة قدم سوفيتي سابق ومدرب كرة قدم أوكراني منحدر من أصول هنغارية.
بدأ مسيرته الكروية مع نادي كارباتي لفيف في عام 1979 ولوكوموتيف فينيتسيا في عام 1980، وفي عام 1981 انتقل إلى نادي دينامو كييف، ولعب معهم حتى عام 1989، وفي عام 1989 انتقل إلى نادي إسبانيول، وفي عام 1990 عاد إلى نادي دينامو كييف، وفي عام 1991 لعب مع نادي فيرينكفاروسي حتى اعتزاله في عام 1992.
وقد لعب مع منتخب الاتحاد السوفيتي لكرة القدم بين عامي 1986 و1990، وقد شارك معهم في 48 مباراة وسجل 5 أهداف.

## روابط خارجية
- فاسيلي راتس على موقع الاتحاد الأوربي (الإنجليزية)
- فاسيلي راتس على موقع قاعدة بيانات كرة القدم.إي يو (الإنجليزية)
- فاسيلي راتس على موقع ناشيونال فوتبول تيمز (الإنجليزية)
- فاسيلي راتس على موقع كووورة